# Ерік Ламела
Ерік Ламела (ісп. Erik Lamela, нар. 4 березня 1992, Буенос-Айрес, Аргентина) — аргентинський футболіст, півзахисник іспанської «Севільї» та національної збірної Аргентини.

## Біографія

### Дитинство та юність
Народився в Карапачаї, передмісті Буенос-Айреса, в родини колишнього футболіста Хосе Ламели і його дружини Міріам. Має двох братів — Акселя та Браяна.
З 8 років займався в дитячій футбольній школі «Рівер Плейта». 2004 року 12-річним Еріком зацікавились скаути «Барселони». Керівництво каталонського клубу домовилися про умови переїзду з батьками футболіста, запропонувавши їм будинок та роботу в Барселоні, проте президент «Рівер Плейта» Хосе Марія Агілар, що не бажав відпускати перспективного гравця, зробив більш вигідну пропозицію та відмовив сім'ю від переїзду до Іспанії.
В 16-річному віці Ламела у складі молодіжної команди «Рівер Плейта» взяв участь у турнірі Cobham Cup, у фіналі якого «Рівер Плейт» обіграв господарів та організаторів змагання, лондонський «Челсі», з рахунком 2:0. 

### Кар'єра

#### «Рівер Плейт»
Дебют Ламели в першій команді «Рівер Плейта» відбувся у віці 17 років — 13 червня 2009 року він вийшов на заміну на 80-й хвилині матчу проти «Тігре», що завершився з рахунком 3:1 на користь «Рівера». У стартовому складі вперше вийшов на поле 12 вересня 2010 року в гостьовій грі проти «Ньюеллс Олд Бойз» і був замінений на 56-й хвилині. У тому матчі «Рівер Плейт» програв з рахунком 0:1. 
Перший гол у професійній кар'єрі Ламела забив 16 листопада 2010 року, зрівнявши рахунок у виїзному матчі проти «Колона», який завершився з рахунком 2:1 на користь «Рівер Плейта». 
Хороші техніка, пас і бачення поля дозволили Еріку швидко стати гравцем основного складу. Незабаром він також отримав право на виконання штрафних та кутових ударів, яке до цього було довірено ветерану аргентинського футболу Аріелю Ортезі. Молодий гравець спочатку грав на позиції лівого крайнього півзахисника, але з переходом Ортеги в оренду в «Олл Бойз» став частіше зміщатися в центр та виконувати функції плеймейкера, а також отримав 10-й номер, під яким раніше виступав Ортега.

#### «Рома»
6 серпня 2011 року підписав п'ятирічний контракт з італійською «Ромою». За трансфер ламелей римський клуб заплатив «Рівер Плейту» 12 мільйонів євро без урахування бонусів. В це ж міжсезоння «Рому» очолив новий тренер, Луїс Енріке, а склад поповнився воротарем Стекеленбургом, Захисниками Гайнце та Хосе Анхелем, півзахисником П'яничем та нападниками Боріні, Бояном та Освальдо., тому акліматизуватися у майже новій команді Еріку було значно простіше.
Ламела пропустив початок сезону через травму, отриману на молодіжному чемпіонаті світу 2011 року. Дебютував 23 жовтня в домашній грі проти «Палермо», на 8-й хвилині забивши єдиний у матчі гол. 11 січня 2012 року забив два голи в матчі 1/8 фіналу кубка Італії проти «Фіорентини», що завершився з рахунком 3:0. В сезоні 2011/12 зіграв за «Рому» у 29 матчах Серії А, забивши 4 голи і віддавши 9 гольових передач.
28 жовтня 2012 року зробив перший «Дубль» в Серії А, протягом двох хвилин відкривши та подвоївши рахунок у домашній грі проти «Удінезе». «Рома» не змогла втримати перемогу в цьому матчі та поступилася з рахунком 2:3. Відіграв за «вовків» 62 матчі в національному чемпіонаті.

### «Тоттенгем Готспур»
30 серпня 2013 року перейшов до англійського «Тоттенгем Готспур», обійшовшись своєму новому клубові в £25,8 мільйонів (плюс до £4,2 мільйонів можливих бонусів) та ставши таким чином найдорожчим гравцем в історії лондонського клубу.

### Виступи за збірні
Протягом 2011—2012 років залучався до складу молодіжної збірної Аргентини, з якою дійшов до чвертьфіналу молодіжного чемпіонату світу 2011 року. Всього на молодіжному рівні зіграв у 4 офіційних матчах, забив 3 голи.
Дебютував у національній збірній Аргентини 25 травня 2011 року, зігравши 58 хвилин у товариському матчі проти Парагваю, після чого був замінений на Пабло Моуче.. Наразі провів у формі головної команди країни 2 матчі.
Вдруге за збірну Ламела зміг зіграти аж через понад два роки — 14 червня 2013 року в товариській грі проти збірної Гватемали, в якій Ерік провів весь другий тайм, замінивши в перерві Серхіо Агуеро.

## Статистика виступів

### Статистика клубних виступів
Статистика станом на 26 січня 2021 року.
| Сезон                         | Команда                       | Чемпіонат                     | Чемпіонат | Чемпіонат | Національний кубок | Національний кубок | Національний кубок | Континентальні кубки | Континентальні кубки | Континентальні кубки | Усього | Усього |
| Сезон                         | Команда                       | Ліга                          | Ігор      | Голів     | Ліга               | Ігор               | Голів              | Ліга                 | Ігор                 | Голів                | Ігор   | Голів  |
| ----------------------------- | ----------------------------- | ----------------------------- | --------- | --------- | ------------------ | ------------------ | ------------------ | -------------------- | -------------------- | -------------------- | ------ | ------ |
| 2008–09                       | «Рівер Плейт»                 | ПД                            | 1         | 0         | -                  | -                  | -                  | -                    | -                    | -                    | 1      | 0      |
| 2009–10                       | «Рівер Плейт»                 | ПД                            | 3         | 0         | -                  | -                  | -                  | -                    | -                    | -                    | 3      | 0      |
| 2010–11                       | «Рівер Плейт»                 | ПД                            | 34        | 4         | -                  | -                  | -                  | -                    | -                    | -                    | 34     | 4      |
| Усього за «Рівер Плейт»       | Усього за «Рівер Плейт»       |                               | 38        | 4         |                    |                    |                    |                      |                      |                      | 38     | 4      |
| 2011–12                       | «Рома»                        | A                             | 29        | 4         | КІ                 | 2                  | 2                  | ЛЄ                   | 0                    | 0                    | 31     | 6      |
| 2012–13                       | «Рома»                        | A                             | 33        | 15        | КІ                 | 3                  | 0                  | -                    | -                    | -                    | 36     | 15     |
| Усього за «Рому»              | Усього за «Рому»              |                               | 62        | 19        |                    | 5                  | 2                  |                      |                      |                      | 67     | 21     |
| 2013–14                       | «Тоттенгем Готспур»           | ПЛ                            | 9         | 0         | КА+КЛ              | 0+2                | 0+0                | ЛЄ                   | 6                    | 1                    | 20     | 1      |
| 2014–15                       | «Тоттенгем Готспур»           | ПЛ                            | 33        | 2         | КА+КЛ              | 1+4                | 0+1                | ЛЄ                   | 8                    | 2                    | 46     | 5      |
| 2015–16                       | «Тоттенгем Готспур»           | ПЛ                            | 34        | 5         | КА+КЛ              | 2+0                | 0+0                | ЛЄ                   | 8                    | 6                    | 44     | 11     |
| 2016–17                       | «Тоттенгем Готспур»           | ПЛ                            | 9         | 1         | КА+КЛ              | 0+2                | 0+1                | ЛЧ                   | 3                    | 0                    | 14     | 2      |
| 2017–18                       | «Тоттенгем Готспур»           | ПЛ                            | 25        | 2         | КА+КЛ              | 6+0                | 2+0                | ЛЧ                   | 2                    | 0                    | 33     | 4      |
| 2018–19                       | «Тоттенгем Готспур»           | ПЛ                            | 19        | 4         | КА+КЛ              | 1+4                | 0+1                | ЛЧ                   | 9                    | 1                    | 33     | 6      |
| 2019–20                       | «Тоттенгем Готспур»           | ПЛ                            | 25        | 2         | КА+КЛ              | 4+1                | 1+0                | ЛЧ                   | 5                    | 1                    | 36     | 4      |
| 2020–21                       | «Тоттенгем Готспур»           | ПЛ                            | 7         | 0         | КА+КЛ              | 1+2                | 0+1                | ЛЄ                   | 4                    | 1                    | 14     | 3      |
| Усього за «Тоттенгем Готспур» | Усього за «Тоттенгем Готспур» | Усього за «Тоттенгем Готспур» | 161       | 16        | КА+КЛ              | 15+15              | 3+4                | ЛЧ+ЛЄ                | 19+26                | 3+10                 | 236    | 36     |
| Усього за кар'єру             | Усього за кар'єру             | Усього за кар'єру             | 259       | 39        |                    | 35                 | 9                  | ЛЧ+ЛЄ                | 19+26                | 3+10                 | 339    | 60     |

### Статистика виступів за збірну
Статистика станом на 1 березня 2014 року.
| Дата       | Місто       | Господарі | Результат | Гості                | Турнір            | Голи | Примітки |
| ---------- | ----------- | --------- | --------- | -------------------- | ----------------- | ---- | -------- |
| 25/05/2011 | Ресістенсія | Аргентина | 4 – 2     | Парагвай             | товариський матч  | -    | 58'      |
| 14/06/2013 | Гватемала   | Гватемала | 0 – 4     | Аргентина            | товариський матч  | -    | 46'      |
| 14/08/2013 | Рим         | Італія    | 1 – 2     | Аргентина            | товариський матч  | -    |          |
| 11/10/2013 | Росаріо     | Аргентина | 3 – 1     | Перу                 | Відбір до ЧС 2014 | -    | 76'      |
| 15/10/2013 | Монтевідео  | Уругвай   | 3 – 2     | Аргентина            | Відбір до ЧС 2014 | -    | 76'      |
| 19/11/2013 | Сан-Луїс    | Аргентина | 2 – 0     | Боснія і Герцеговина | товариський матч  | -    |          |
| Усього     |             | Матчів    | 6         |                      | Голів             | 0    |          |

## Титули і досягнення
- Фіналіст Кубка Італії:

«Рома»: 2012-13
- Володар Ліги Європи (1):

«Севілья»: 2022-23
- Срібний призер Кубка Америки: 2015, 2016

 «Тоттенгем»
- Ліга чемпіонів
  - Фіналіст (1): 2018–19